# 現実逃避
現実逃避（げんじつとうひ、英語: escapism）は、現実に求められたり、何かしなくてはならない物事から意図的に注意や意識をそらすための行為や心理状態。困難な状況から目をそむけ、不安から逃れようとする機制。

## 概要
人は本能的に不快感を避けるため逃避するが、先延ばしに陥り長期的あるいは客観的な視野から見て不適切な結果をもたらしてしまう場合がある。現実逃避と呼ばれ戒められた結果として、酒や薬物あるいは問題行動に依存する事もある。

## 心理
精神分析では防衛機制の事を指す。
一般には、やらなければならない業務、課題といった社会生活を送る上で義務的な仕事がストレッサー化し、それによる対処行動が本人の逃避に至る状態が平均である。重度の逃避衝動に陥った場合、他者に対する攻撃や、自傷による行動が見られる場合もある為、専門的治療が必要なケースもある。

## 別の定義
対照的な定義として、「現実からの逃避」ではなく「現実への逃避」を意味する場合もある。高塚[2]は、防衛機制のひとつである逃避を「現実に逃避する」もの、「非現実（空想）に逃避する」もの、「疾病に逃避する」ものに分類して言及している。この意味での「現実逃避」は、現実の忙しさを言い訳にして解決しなければならない問題を避けてしまう行為を意味する